# Lymphocyte Th folliculaire

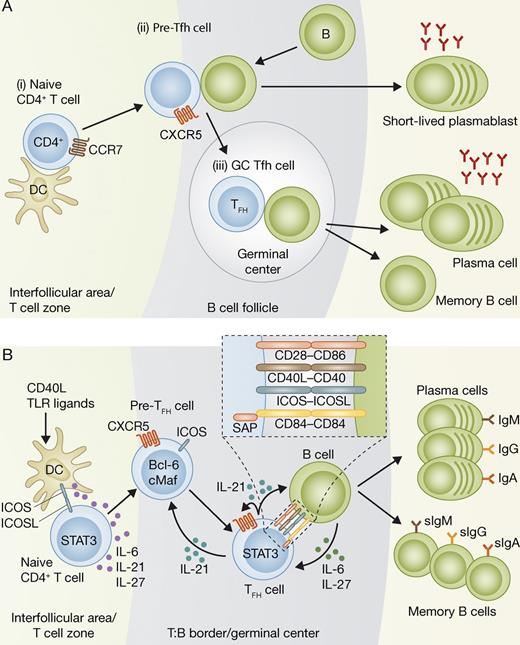
(Image A) Les lymphocytes T CD4+ naïfs sont activés dans les zones interfolliculaires ou les zones des lymphocytes T des tissus lymphoïdes après reconnaissance des complexes peptide-CMH de classe II sur les cellules dendritiques folliculaires. (i) Les cellules dendritiques folliculaires fournissent des signaux qui régulent positivement CXCR5 et régulent négativement CCR7 sur les lymphocytes T CD4+, leur permettant de migrer vers les follicules de lymphocytes B. (ii) À la frontière entre les lymphocytes T et les lymphocytes B, les cellules pré-Thf interagissent avec les lymphocytes B activés présentant un Ag apparenté. Il en résulte que les cellules pré-Thf fournissent une aide aux cellules B, entraînant leur différenciation en plasmablastes extrafolliculaires de courte durée ou leur migration dans les follicules pour former des centres germinatifs. La stimulation continue et la présentation de l'Ag fournies par les cellules B conduisent au développement complet des cellules Thf. (iii) Au sein du centre germinatif, les cellules Thf continuent de fournir une aide aux cellules B, en soutenant la réaction du centre germinatif et en facilitant la génération de plasmocytes à longue durée de vie et de cellules B mémoire. Les signaux réciproques fournis par les cellules B sont également cruciaux pour le maintien des cellules Thf.
(Image B) L’amorçage initial des lymphocytes T CD4+ naïfs par les cellules dendritiques folliculaires induit l’expression de BCL6 et CXCR5 ; cela nécessite des interactions ICOS et son ligand. Les cellules dendritiques folliculaires peuvent produire de l'interleukine 6 et de l'interleukine 27, qui favorisent l'expression de Bcl-6 et de c-Maf, ainsi que la production d'interleukine 27 par les lymphocytes T CD4+, de manière dépendante de STAT3. La relocalisation médiée par CXCR5 des cellules pré-Thf Bcl-6 + CXCR5 + vers la frontière entre les cellules T et les cellules B permet des interactions ultérieures avec les cellules B spécifiques de l'Ag. Le programme Thf est imprimé après des interactions ultérieures avec les cellules B dans le GC. Les interactions dépendent de la formation de complexes lymphocytes T stables – lymphocytes B, qui nécessitent une signalisation intrinsèque des lymphocytes T CD4+ via les récepteurs associés à SAP (CD84) et impliquent CD40L/CD40, ICOS/ICOS-L et CD28/CD86. L'interleukine 21 produite par les cellules Tfh peut agir de manière autocrine pour maintenir les cellules Thf à différents stades de différenciation. De même, l’interleukine 6 dérivée des cellules B, et éventuellement l’interleukine 27, pourraient contribuer au maintien des cellules Thf. Les cellules Thf assurent la différenciation des cellules B du centre germinatif en cellules B à mémoire et plasmocytes via la fourniture du ligand de CD40 et d'interleukine 21.

Le lymphocyte T auxiliaire folliculaire  ou cellule Th folliculaire (Thf) est le type de cellule clé requis pour la formation de centre germinatif où se forme les cellules B à mémoire sérologique à longue durée de vie ,,. Semblable à d’autres lignées de lymphocytes T auxiliaire  CD4+ , la génération de cellules Th folliculaire nécessite l’activation de voies de signalisation en aval des cytokines et des molécules de surface cellulaire, ainsi que l’activation ultérieure de facteurs de transcription spécifiques.
Les interactions apparentées entre les lymphocytes B spécifiques de l'antigène, les cellules T auxiliaires CD4+ et les cellules dendritiques folliculaires en réponse à l'antigène étranger conduisent à la formation de centres germinaux . Les centres germinaux sont des structures spécialisées dans les tissus lymphoïdes secondaires où se produisent une commutation isotypique des gènes de la région variable des immunoglobulines et une sélection de cellules B de haute affinité, suivies de la différenciation des cellules à mémoire à longue durée de vie ou des plasmocytes. Ce processus garantit le développement d'une immunité humorale à long terme après une infection ou une vaccination avec l'antigène dépendant des lymphocytes T et constitue une caractéristique unique du système immunitaire des mammifères ,.

## Caractéristiques du lymphocyte T auxiliaire folliculaire
Les cellules Th folliculaires expriment une combinaison unique de molécules effectrices essentielles à leur développement et à leur fonction, notamment des niveaux élevés de récepteurs de surface CD278, le ligand CD40 , CD134 , PD-1, la B-andT-lymphocyte attenuator et CD84, l'interleukine 21, la protéine adaptatrice cytoplasmique associée au SLAM et les facteurs de transcription la BCL6 et la CMAF ,,,.
Ces molécules jouent un rôle essentiel dans la promotion de l’activation, de la différenciation et de la survie des lymphocytes B et/ou des lymphocytes T CD4+. Par exemple, le ligand du CD40 sauve les cellules B de l'apoptose et favorise leur prolifération , et l'interleukine 21 améliore la différenciation des cellules B humaines stimulées par le ligand de CD40, induisant la sécrétion de tous les isotypes d'immunoglobulines ,,. L'engagement du CD278 sur les lymphocytes T CD4+ induit la production de cytokines, telles que l'interleukine  10 et l'interleukine  21 , et la protéine adaptatrice cytoplasmique associée au SLAM est nécessaire pour que les lymphocytes T CD4+ forment des contacts stables avec les lymphocytes B apparentés afin de favoriser leur activation et leur différenciation ,  L'importance de ces molécules dans la fonction de Th folliculaire est soulignée par la découverte de que la suppression ciblée ou de mutations avec perte de fonction de ces protéines  chez l'homme  compromettent gravement la génération de centre germinatifs  robustes et la mémoire sérologique ultérieure à long terme.